# شهرستان ژنشیونگ
شهرستان ژنشیونگ (به لاتین: Zhenxiong County) یک شهرستان‌های جمهوری خلق چین در چین است که در ژاوتونگ واقع شده‌است. شهرستان ژنشیونگ ۳٬۷۸۵ کیلومتر مربع مساحت و ۱٬۴۶۰٬۰۰۰ نفر جمعیت دارد و ۱٬۶۸۴ متر بالاتر از سطح دریا واقع شده‌است.